# یک فردای بهتر (فیلم ۲۰۱۰)
«یک فردای بهتر» (انگلیسی: A Better Tomorrow (2010 film)) فیلمی در ژانر اکشن است که در سال ۲۰۱۰ منتشر شد.